# Dora Dreesen-Horn
Dora Dreesen-Horn (* 28. Oktober 1878 in Flensburg; † 25. Februar 1966 ebenda) war eine deutsche Malerin.

## Leben
Dora Dreesen-Horn war die Tochter des Landschaftsfotografen Wilhelm Dreesen. Sie studierte anfangs Musik in Leipzig, mehrfach auftretende Sehnenzerrungen vereitelten ihren Wunsch, Cellistin zu werden. Darauf begann sie ein Malstudium an der Kunstakademie Leipzig, die seit 1905 als erste Kunsthochschule Frauen aufnahm. In dieser Zeit, um 1910, entstanden Bildnisse mit lichtem und buntfarbigem Auftrag.
Ab 1912 wird sie im Leipziger Adreß-Buch als wohnhaft in der Kaiser-Wilhelm-Str. 60 aufgeführt; von 1936 bis 1940 in der Fockestr. 37. Während des Zweiten Weltkriegs arbeitete sie als Dolmetscherin in Norwegen – dort schuf sie Landschaftsaquarelle und Kreidezeichnungen. Nach 1945 kehrte sie in ihr Elternhaus nach Sandacker zurück.
Dora Dreesen-Horn heiratete 1920 den Leipziger Grafiker und Maler Otto Horn, die Ehe wurde später geschieden. 

## Werke (Auswahl)
Einige ihrer Werke sind teilweise in Privatbesitz erhalten geblieben.
- Vierzehn Bücher mit Einbänden nach Entwürfen von Dora Dreesen-Horn befinden sich im Städtischen Museum Flensburg.